# Paris-Tours 2020
Le Paris-Tours 2020 est la 114e édition de cette course cycliste masculine sur route. Il a lieu le 11 octobre 2020 entre Chartres et Tours, sur une distance de 213 kilomètres, et fait partie du calendrier des UCI ProSeries en catégorie 1.Pro. Il est remporté par le coureur danois Casper Pedersen, qui devance au sprint Benoit Cosnefroy.

## Présentation

### Équipes
Vingt-deux équipes sont au départ de la course : quatre équipes UCI WorldTeam, seize équipes continentales professionnelles et deux équipes continentales.
| WorldTeams (4)- AG2R La Mondiale - Cofidis - Groupama-FDJ - Team Sunweb ProTeams (16)- Alpecin-Fenix - B&B Hotels-Vital Concept p/b KTM - Bingoal-Wallonie Bruxelles - Burgos-BH - Caja Rural-Seguros RGA - Circus-Wanty Gobert - Euskaltel-Euskadi - Gazprom-RusVelo - Nippo Delko One Provence - Rally Cycling - Riwal Securitas - Sport Vlaanderen-Baloise - Arkéa-Samsic - Team Novo Nordisk - Total Direct Énergie - Uno-X Pro Cycling Team Équipes continentales (2)- Natura4Ever-Roubaix Lille Métropole - Saint Michel-Auber 93 |
| |

## Classement final
| \| Classement général \| Classement général \| Classement général \| Classement général \| Classement général \| \| Coureur \| Coureur \| Pays \| Équipe \| Temps \| \| ------------------ \| ------------------ \| ------------------ \| ------------------- \| ------------------ \| \| 1er \| Casper Pedersen \| Danemark \| Team Sunweb \| 4 h 51 min 44 s \| \| 2e \| Benoît Cosnefroy \| France \| AG2R La Mondiale \| + 0 s \| \| 3e \| Joris Nieuwenhuis \| Pays-Bas \| Team Sunweb \| + 30 s \| \| 4e \| Valentin Madouas \| France \| Groupama-FDJ \| + 30 s \| \| 5e \| Warren Barguil \| France \| Arkéa-Samsic \| + 30 s \| \| 6e \| Petr Vakoč \| Tchéquie \| Alpecin-Fenix \| + 30 s \| \| 7e \| Romain Bardet \| France \| AG2R La Mondiale \| + 30 s \| \| 8e \| August Jensen \| Norvège \| Riwal Securitas \| + 2 min 11 s \| \| 9e \| Maurits Lammertink \| Pays-Bas \| Circus-Wanty Gobert \| + 2 min 11 s \| \| 10e \| Rudy Molard \| France \| Groupama-FDJ \| + 2 min 11 s \| |                    |          |                     |                 |
| |                    |          |                     |                 |
| Source : ProCyclingStats |                    |          |                     |                 |
| Classement général |                    |          |                     |                 |
| Coureur | Coureur            | Pays     | Équipe              | Temps           |
| 1er | Casper Pedersen    | Danemark | Team Sunweb         | 4 h 51 min 44 s |
| 2e | Benoît Cosnefroy   | France   | AG2R La Mondiale    | + 0 s           |
| 3e | Joris Nieuwenhuis  | Pays-Bas | Team Sunweb         | + 30 s          |
| 4e | Valentin Madouas   | France   | Groupama-FDJ        | + 30 s          |
| 5e | Warren Barguil     | France   | Arkéa-Samsic        | + 30 s          |
| 6e | Petr Vakoč         | Tchéquie | Alpecin-Fenix       | + 30 s          |
| 7e | Romain Bardet      | France   | AG2R La Mondiale    | + 30 s          |
| 8e | August Jensen      | Norvège  | Riwal Securitas     | + 2 min 11 s    |
| 9e | Maurits Lammertink | Pays-Bas | Circus-Wanty Gobert | + 2 min 11 s    |
| 10e | Rudy Molard        | France   | Groupama-FDJ        | + 2 min 11 s    |

### Classements UCI
La course attribue des points au Classement mondial UCI 2020 selon le barème suivant.
| Position           | 1er | 2e  | 3e  | 4e  | 5e | 6e | 7e | 8e | 9e | 10e | 11e | 12e | 13e | 14e | 15e | 16e à 30e | 31e à 40e |
| Classement général | 200 | 150 | 125 | 100 | 85 | 70 | 60 | 50 | 40 | 35  | 30  | 25  | 20  | 15  | 10  | 5         | 3         |